# Bergamt Eisenach
Das Bergamt Eisenach war ein Bergamt im Großherzogtum Sachsen-Weimar-Eisenach.

## Zuständigkeit und Personal
Das Bergamt war zuständig für die Bezirke des Stadtgerichtes Eisenach und der Justizämter Creuzburg, Eisenach, Gerstungen und Tiefenort. Als Bergamtmann war 1859 der Justizrat Schumann zu Eisenach tätig.